# Třída Vanguard
Třída Vanguard je třída raketonosných ponorek Britského královského námořnictva. Ponorky Vanguard, Victorious, Vigilant a Vengeance, byly do služby zařazeny v letech 1993–1999. Postavila je loděnice Vickers Shipbuilding and Engineering (nyní BAE Systems Marine) v Barrow-in-Furness. Jsou to největší ponorky, jaké kdy královské námořnictvo vlastnilo. Staly se náhradou ponorek třídy Resolution. Všechny ponorky jsou stále v aktivní službě a operují ze skotské základny HMNB Clyde, nacházející se 40 km západně od Glasgow. Jsou to jediné britské nosiče jaderných zbraní.
Původně bylo plánováno, že ponorky třídy Vanguard budou ze služby vyřazeny do roku 2022. Přijetím dokumentu Strategic defence and security review (SDSR) však byla operační služba celé třídy prodloužena do roku 2028. Zároveň v rámci programu Successor submarine programme již probíhá vývoj jejich náhrady.

## Stavba
Všechny čtyři jednotky této třídy postavila britská loděnice BAE Systems v Barrow-in-Furness.
Jednotky třídy Vanguard:
| Jméno                |                  | Spuštěna na vodu | Vstup do služby    | Status  |
| -------------------- | ---------------- | ---------------- | ------------------ | ------- |
| HMS Vanguard (S28)   | 3. září 1986     | 4. března 1992   | 14. září 1993      | aktivní |
| HMS Victorious (S29) | 3. prosince 1987 | 29. září 1993    | 7. ledna 1995      | aktivní |
| HMS Vigilant (S30)   | 16. února 1991   | 14. října 1995   | 2. listopadu 1996  | aktivní |
| HMS Vengeance (S31)  | 1. února 1993    | 20. září 1998    | 27. listopadu 1999 | aktivní |

## Konstrukce

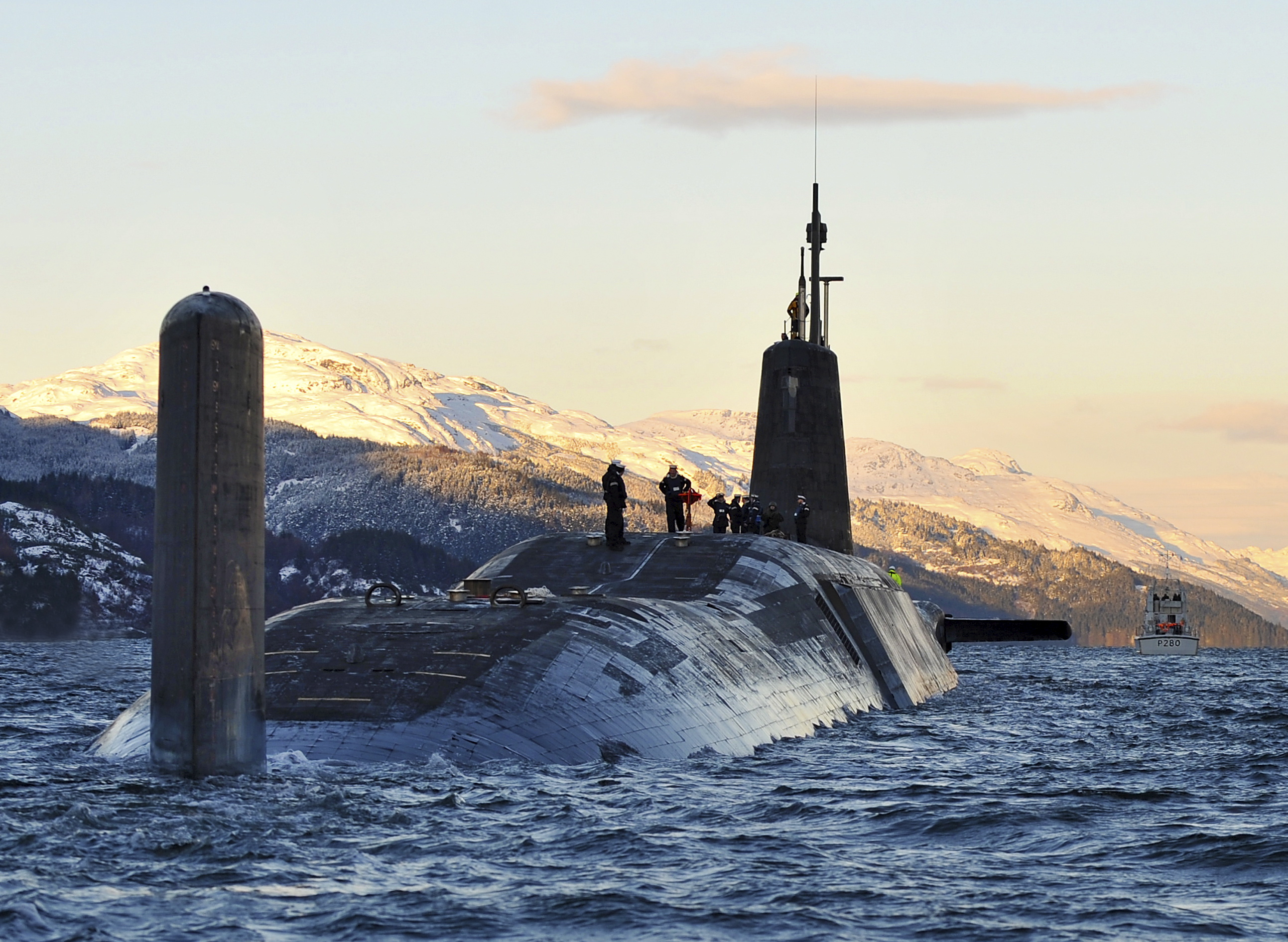
HMS Vanguard (S28)

Ponorky nesou 16 třístupňových balistických raket UGM-133 Trident II s dosahem až 12 000 km. Každá z nich může nést až 12 nezávislých návratových modulů – celkem tedy 192 hlavic na jednu ponorku. Jedna hlavice má přitom sílu 100 kt. Smlouva START I přitom omezuje povolený počet hlavic na osm. Od roku 1999 byl počet hlavic snížen na čtyři. Sekundární výzbroj tvoří čtyři 533mm torpédomety, ze kterých jsou odpalována těžká torpéda typu Spearfish. Ta mají dosah až 65 km a jsou účinná jak proti lodím, tak proti ponorkám. Pohonný systém tvoří jaderný reaktor Rolls-Royce PWR 2, dvě turbíny General Electric, dva turbogenerátory WH Allen a dva dieselové alternátory Paxman. Lodní šroub je jeden. Nejvyšší rychlost pod hladinou dosahuje 25 uzlů.